# Joe Brown
Joseph Roger "Joe" Brown (13 de mayo de 1941) es un músico británico, con una carrera en la industria del entretenimiento de más de cinco décadas. Ha realizado seis películas, trabajó como presentador de BBC Radio 2 y es el autor de su propia biografía.

## Discografía

### Álbumes
- 1962	A Picture of You – Golden Guinea
- 1962	A Picture of Joe Brown – Decca/Ace of Clubs
- 1963	Joe Brown – Live – Piccadilly Records
- 1963	Joe Brown / Mark Wynter – Golden Guinea
- 1963	Here Comes Joe – Golden Guinea
- 1964	Charlie Girl CBS
- 1965	What A Crazy World – Golden Guinea
- 1966	Bits of Joe Brown – Marble Arch Records
- 1968	Joe Brown – MCA Records
- 1972	Brown's Home Brew – Bell Records
- 1974	Together (B. H. Brew) – Vertigo Records
- 1974	The Joe Brown Collection – Golden Hour
- 1977	Joe Brown Live – Power Exchange
- 1987	Here Comes Joe – Diamond
- 1988	Hits'N'Pieces – PRT Records
- 1990	A Golden Hour Of – Knight
- 1991	Onstage Jet – JETCD1002
- 1993	Come on Joe – Joe Brown Productions
- 1993	The Joe Brown Story	– Sequel
- 1994	Live & In The Studio – See For Miles
- 1995 	A Picture of You – Entertainment Today
- 1997 	56 & Taller Than You Think – Joe Brown Productions
- 1999 	On A Day Like This – Round Tower Music
- 2001 	A Showbusiness Lifetime – Joe Brown Productions
- 2004 	Jiggery Pokery – Joe Brown Productions
- 2004 	Hittin The High Spots – Track Records
- 2006  	Down To Earth – Track Records
- 2008  	More of the Truth – Track Records
- 2011   Joe Brown Live in Liverpool
- 2012   The Ukulele Album – Joe Brown Productions
- 2016   The Best Of Joe Brown And The Bruvvers